# Tharandt
Tharandt − miasto w Niemczech, w kraju związkowym Saksonia, w powiecie Sächsische Schweiz-Osterzgebirge, nad rzeką Wilde Weißeritz. Miasto jest siedzibą wspólnoty administracyjnej Tharandt.
Od 1811 w Tharandt działała Akademia Leśna, którą w okresie 1860–1918 ukończyło 385 Polaków, wśród których byli Józef Rivoli i August Krasicki. Współcześnie w mieście znajduje się kampus Wydziału Leśnictwa, Geologii i Hydrologii Uniwersytetu Technicznego w Dreźnie.
W Tharandt zlokalizowany jest leśny ogród botaniczny będący najstarszym arboretum na świecie.

## Zabytki
- Ruiny zamku
  - kościół na wzgórzu zamkowym z lat 1626-1630
- Słup dystansowy z 1730 r. z herbami Polski i Saksonii oraz monogramem króla Augusta II Mocnego na Rynku
- Pałac Leszczyca-Sumińskiego z XIX w. w stylu neomauretańskim
- Gmach Akademii Leśnej z lat 1847-1849
- Willa Sanitas z lat 1896-1898, od 1928 ratusz
- Gmach poczty z ok. 1900 r.
- Dworzec kolejowy z 1909 r.
- Zamek myśliwski Grillenburg(inne języki)

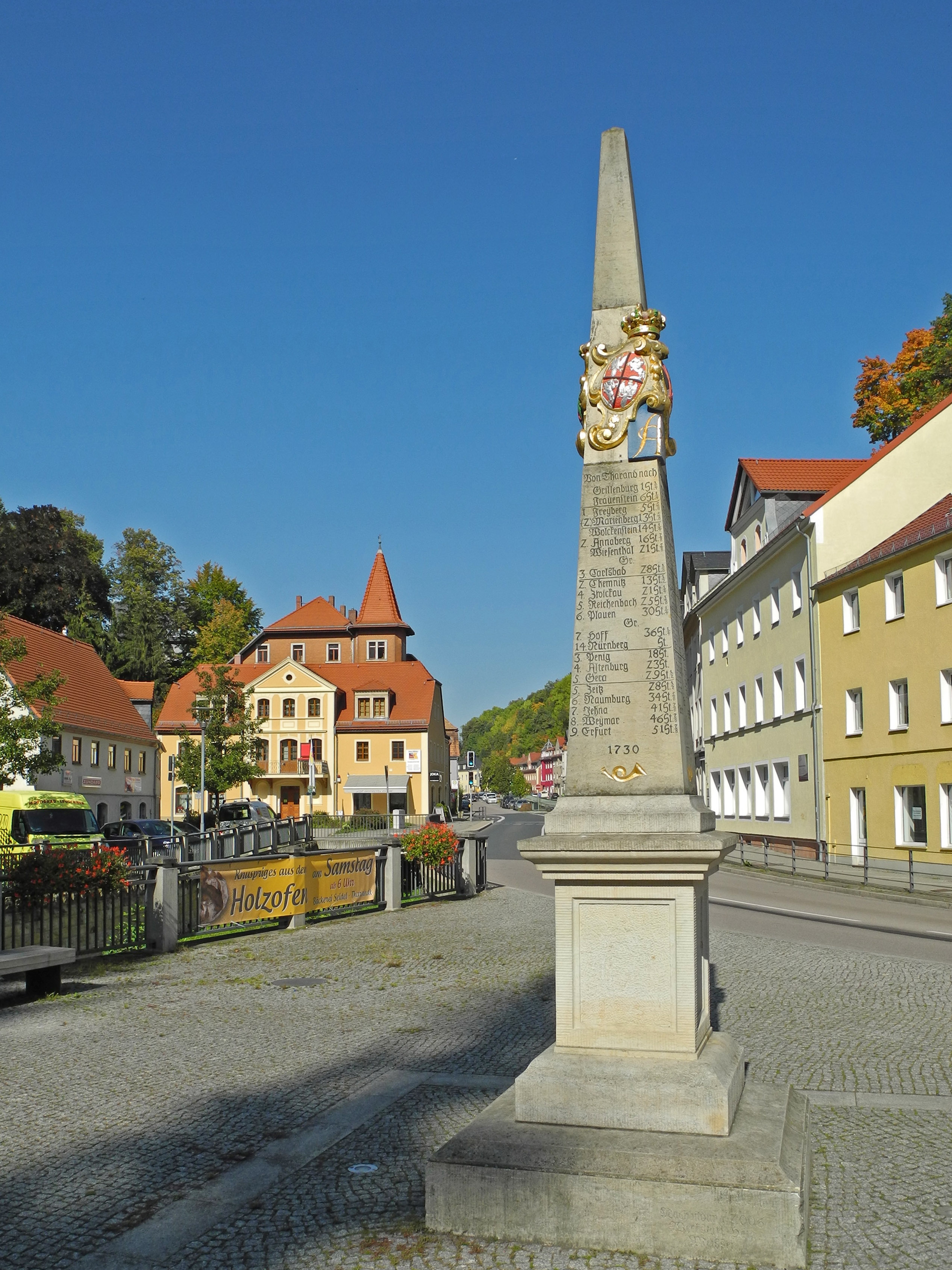
Słup dystansowy z herbem Rzeczypospolitej
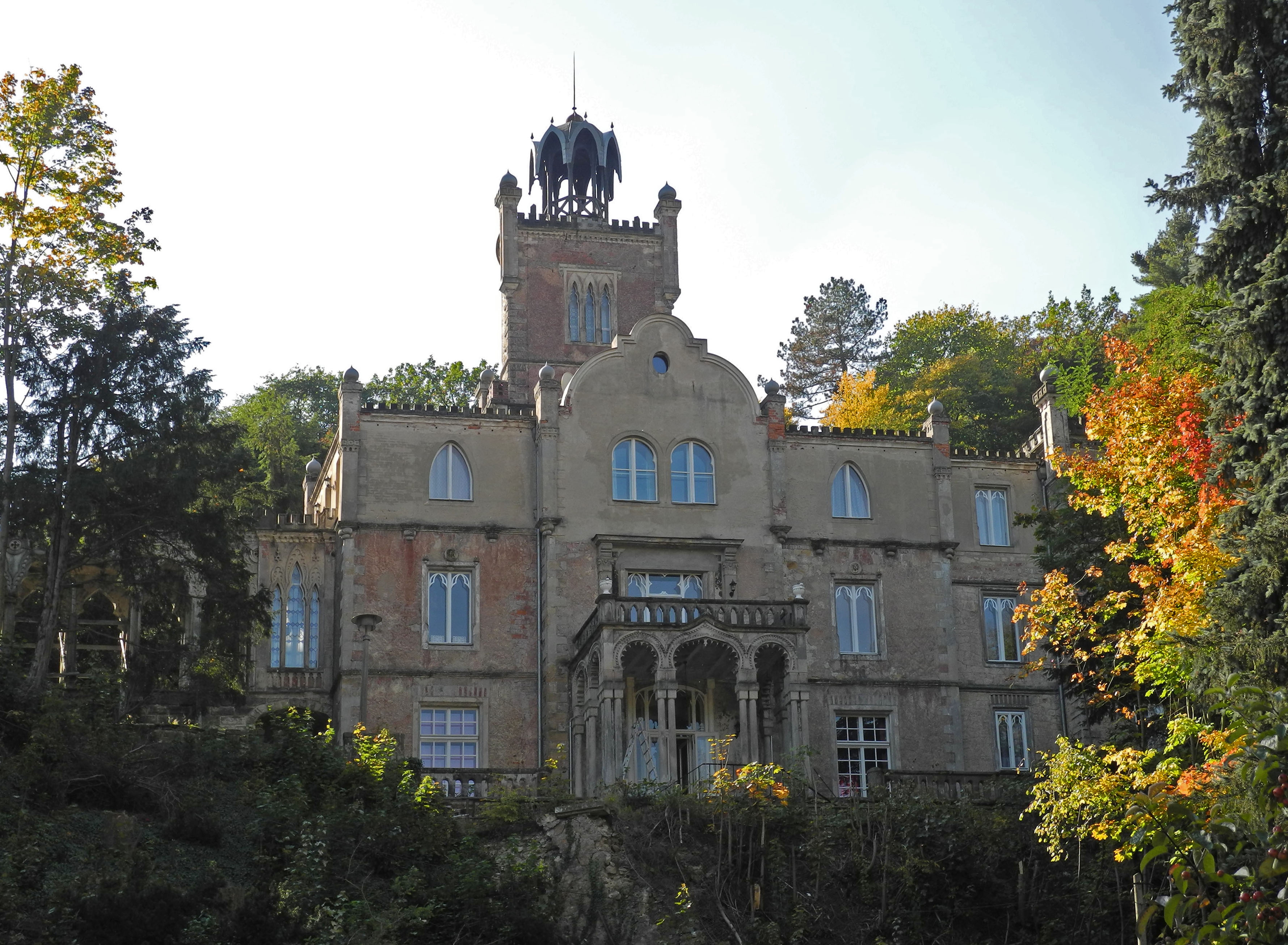
Pałac Leszczyca-Sumińskiego
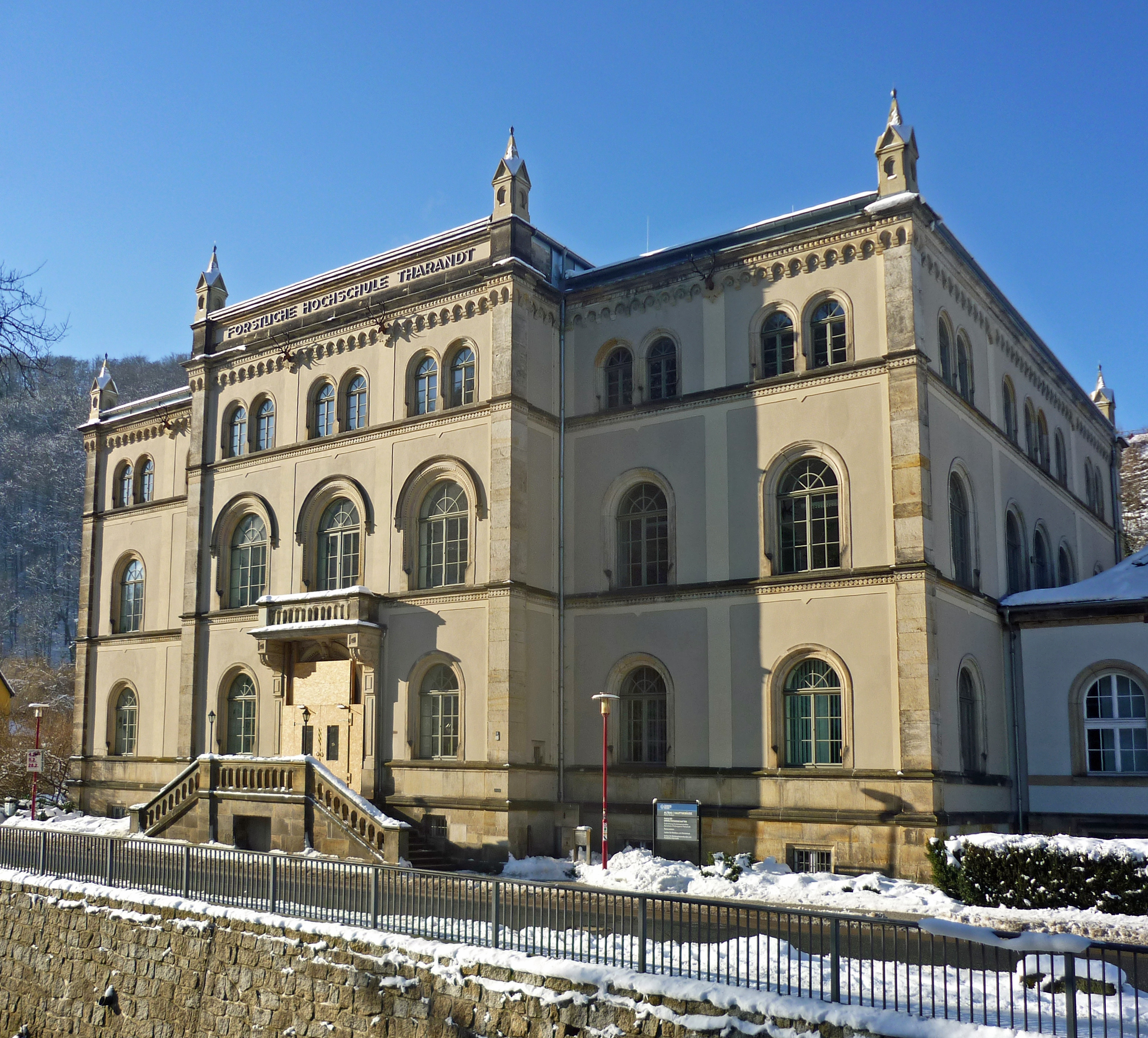
Akademia Leśna

## Współpraca
Miejscowości partnerskie:
- Blaubeuren, Badenia-Wirtembergia
- Häusern, Badenia-Wirtembergia (kontakty utrzymuje dzielnica Kurort Hartha)
- Ibach, Badenia-Wirtembergia (kontakty utrzymuje dzielnica Pohrsdorf)
- Piennes, Francja